# Jamalpur Sadar
Jamalpur Sadar è un sottodistretto (upazila) del Bangladesh situato nel distretto di Jamalpur, divisione di Mymensingh. Si estende su una superficie di 508,81 km² e conta una popolazione di  615.072 abitanti (censimento 2011).